# Биговка

Гибка листового материала.

Биговка (нем. biegen — огибать) — операция нанесения прямолинейной бороздки на лист бумаги. Необходима для последующего сложения по линии бумаги плотностью более 175 г/м² или картона.
Биговка выполняется, если есть вероятность повредить нанесённое изображение путём обычного сгиба; она защищает место сгиба от растрескивания красочного слоя, придавая печатной продукции более аккуратный вид.
Следует разделять понятия биговки и фальцовки, поскольку это разные процессы: они обычно выполняются последовательно, на различном оборудовании. Биговка значительно облегчает процесс фальцовки, не только плотных, но и тонких бумаг, обеспечивая качественный результат. Поэтому логичным было появление в 2002 году оборудования, сочетающего в себе эти две операции.
Биговка осуществляется с помощью тупых дисковых ножей или прямоугольными пластинами на биговальной машине, которая вдавливает и уплотняет материал (облегчая последующее его сгибание) с частичным разрушением связей в волокнистых материалах. Ножи, которые находятся над ответной профильной пластиной, выполняют роль пуансона, а ответная часть — роль матрицы. При биговке нож совершает поступательное движение в вертикальной плоскости, при этом он не доходит до конца ответной части.
Если линия бига располагается перпендикулярно долевому направлению волокна бумаги, то при автоматической биговке может наблюдаться явление залома бумаги. В этом случае необходимо осуществлять ручную биговку оттисков, поскольку она обеспечивает получение более качественных линий бига.